# Волкуша (приток Ухтохмы)
Волкуша — небольшая река в России, протекает в Ивановской области. Устье по правому берегу реки Ухтохма, выше (севернее) села Воскресенское.
Исток реки теряется в заболоченных лесах северо-западнее расположенных на реке населённых пунктов Волково и Быковка.
Не судоходна.